# 멕시코긴꼬리뒤쥐
멕시코긴꼬리뒤쥐(Sorex oreopolus)는 땃쥐과에 속하는 포유류의 일종이다. 멕시코의 토착종이다.